# Mikael Rickfors

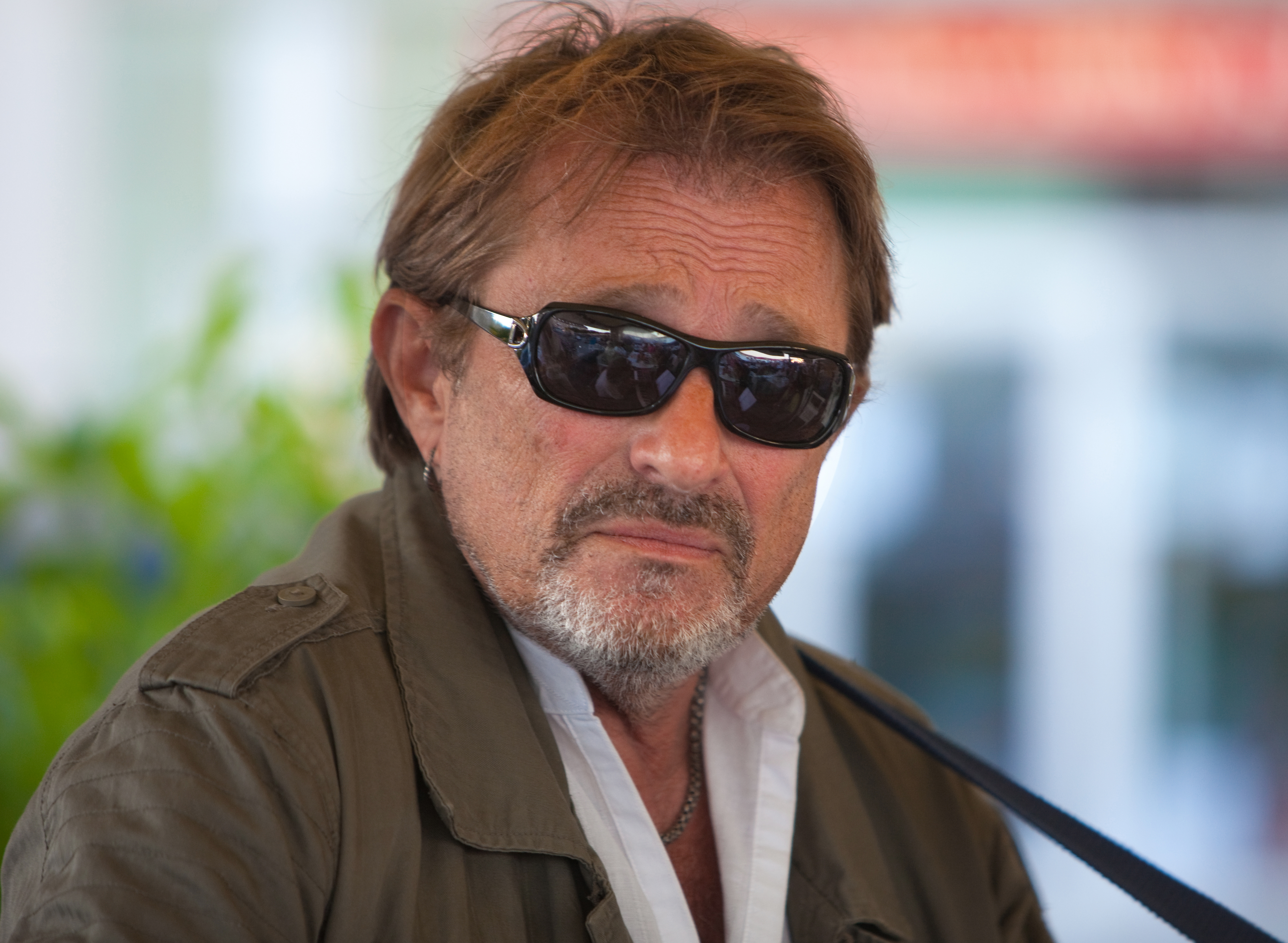
Mikael Rickfors (2011)

Mikael Rickfors (* 4. Dezember 1948 in Stockholm) ist ein schwedischer Rockmusiker. Der Musiker, der Anfang der 1970er kurzzeitig als Sänger bei The Hollies musizierte, ist sowohl als Solokünstler als auch als Songwriter in Erscheinung getreten.

## Werdegang
Rickfors startete 1968 seine Musikerkarriere als Sänger und Bassgitarrist der schwedischen Band Bamboo, die sich nach der Veröffentlichung zweier Singles 1970 trennte. Ein Jahr später wurde er Nachfolger von Sänger Allan Clarke bei The Hollies, der eine Solokarriere startete. Die Band war bei einer gemeinsamen Tour in Skandinavien auf den Musiker aufmerksam geworden. Mit der Single The Baby, der ersten Platte der Band bei Polydor, hatte die Band einen kleineren Charterfolg. 1972 veröffentlichte Rickfors, der bei der Band auch Klavier, Gitarre und Bassgitarre spielte, mit Romany seinen ersten Longplayer mit der Band, der jedoch über Platz 84 in den Pop Charts nicht hinauskam. Für das Nachfolgealbum Out on the Road hatte das Management der Band keine großen kommerziellen Erwartungen mehr und die Platte wurde schließlich nur noch in Deutschland veröffentlicht. Nachdem auch bei Clarkes Solokarriere der größere Erfolg ausblieb, kehrte dieser 1973 zur Band zurück und ersetzte Rickfors.
Rickfors startete daraufhin seinerseits eine Solokarriere. 1975 erschien bei CBS mit dem selbstbetitelten Mikael Rickfors sein Solo-Debütalbum, das ausschließlich eigene Stücke und in Zusammenarbeit mit Hasse Huss, mit dem er auch in den folgenden Jahren häufig zusammen arbeitet sollte, entstandene Songs enthielt. Der Titel Daughter of The Night sollte später von Künstlern wie Carlos Santana, Jim Capaldi und Richie Havens als Coverversion aufgelegt werden. Mit seinem dritten Album, Kickin’ A Dream, gelang ihm in Schweden ein Charterfolg und der Titel Yeah Yeah von seinem vierten Album Tender Turns Tuff erreichte als Coverversion von Cyndi Lauper internationale Bekanntheit.
1983 spielte Rickfors im Musikvideo Can't shake loose seiner Landsfrau Agnetha Fältskog mit.
Nachdem er 1986 mit Rickfors ein Album veröffentlichte, auf dem sich ausschließlich Coverversionen fanden, gelang ihm mit seinem zehnten Album Vingar ein großer Hit in Skandinavien und die Platte erhielt Platinstatus in seinem Heimatland.
Um das Jahr 1990 bildete Rickfors mit seinen Landsmännern Göran Lagerberg, Magnus Lindberg und Pugh Rogefeldt die Supergroup Grymlings. Mit dem Titel Mitt bästa för dig feierte die Gruppe einen Charterfolg in Schweden. In den folgenden Jahren arbeitete er zudem bei einigen Veröffentlichungen schwedischer Künstler wie Carla Olson oder Marie Fredriksson als Studiomusiker mit, kollaborierte aber auch mit internationalen Musikern wie Percy Sledge.

## Diskografie

### Alben
| Jahr | Titel                | Höchstplatzierung, Gesamtwochen, AuszeichnungChartsChartplatzierungen (Jahr, Titel, Platzierungen, Wochen, Auszeichnungen, Anmerkungen) | Anmerkungen |
| Jahr | Titel                | SE | Anmerkungen |
| ---- | -------------------- | --- | ----------- |
| 1975 | Mikael Rickfors      | SE29 (3 Wo.)SE |             |
| 1975 | Kickin’ A Dream      | SE6 (11 Wo.)SE |             |
| 1981 | Tender Turns Tuff    | SE1 (11 Wo.)SE |             |
| 1983 | Blue Fun             | SE7 (5 Wo.)SE |             |
| 1985 | Hearthunter          | SE18 (5 Wo.)SE |             |
| 1986 | Rickfors             | SE15 (6 Wo.)SE |             |
| 1988 | Vingar               | SE4 Platin · (12 Wo.)SE |             |
| 1991 | Judas River          | SE12 (8 Wo.)SE |             |
| 1997 | Happy Man Don’t Kill | SE16 (6 Wo.)SE |             |
| 2004 | Lush Life            | SE18 (1 Wo.)SE |             |

Weitere Alben
- The Wheel, 1976
- Rickfors Live, 1981
- Skin Is Thin, 1982
- Greatest Hits, 1999
- Away Again, 2009

### Singles
| Jahr | Titel Album                                   | Höchstplatzierung, Gesamtwochen, AuszeichnungChartsChartplatzierungen (Jahr, Titel, Album, Platzierungen, Wochen, Auszeichnungen, Anmerkungen) | Anmerkungen |
| Jahr | Titel Album                                   | SE | Anmerkungen |
| ---- | --------------------------------------------- | --- | ----------- |
| 1979 | Dancing On The Edge Of Danger Kickin’ A Dream | SE11 (7 Wo.)SE |             |
| 1980 | Tender Turns Tuff                             | SE2 (11 Wo.)SE |             |
| 1983 | Run To Me Blue Fun                            | SE15 (2 Wo.)SE |             |
| 1987 | Som stormen river öppet hav Rickfors          | SE3 Gold · (7 Wo.)SE |             |
| 1988 | Vingar                                        | SE1 Gold · (8 Wo.)SE |             |

### Mit The Hollies
- Romany, 1972
- Out on the Road, 1973

### Mit Grymlings
- Grymlings, 1990
- Grymlings II, 1992